# Ophiodermella rhines
Ophiodermella rhines är en snäckart som först beskrevs av Dall 1908.  Ophiodermella rhines ingår i släktet Ophiodermella och familjen kägelsnäckor. Inga underarter finns listade i Catalogue of Life.